# Episodi de I Simpson (trentacinquesima stagione)
La trentacinquesima stagione della serie animata I Simpson è andata in onda negli Stati Uniti d'America dal 1º ottobre 2023 al 19 maggio 2024 su Fox.
Con soli 18 episodi, a causa degli scioperi dei sindacati SAG-AFTRA e WGA avvenuti nel 2023, questa è la seconda stagione più corta della serie, dopo la prima, che conta 13 episodi, e la seconda stagione ad essere segnata da uno sciopero, dopo la diciannovesima, colpita dallo sciopero della WGA del 2007-2008.
In Italia, l'episodio 5 è stato trasmesso il 2 novembre 2024 mentre il resto della stagione è stato trasmesso dal 4 al 22 novembre 2024 su Italia 1.
| N° | Codice di produzione | Titolo italiano                          | Titolo originale                    | Prima TV USA     | Prima TV Italia  |
| -- | -------------------- | ---------------------------------------- | ----------------------------------- | ---------------- | ---------------- |
| 1  | OABF18               | Homer vigile delle strisce               | Homer's Crossing                    | 1º ottobre 2023  | 4 novembre 2024  |
| 2  | OABF16               | Sogno di una notte di mezza infanzia     | A Mid-Childhood's Night Dream       | 8 ottobre 2023   | 5 novembre 2024  |
| 3  | OABF20               | Vicini invadenti                         | McMansion & Wife                    | 22 ottobre 2023  | 6 novembre 2024  |
| 4  | OABF21               | Acqua e sale: Una love story aziendale   | Thirst Trap: A Corporate Love Story | 29 ottobre 2023  | 7 novembre 2024  |
| 5  | OABF17               | La paura fa novanta XXXIV                | Treehouse Of Horror XXXIV           | 5 novembre 2023  | 2 novembre 2024  |
| 6  | OABF22               | A pappagal donato non si guarda in becco | Iron Marge                          | 12 novembre 2023 | 8 novembre 2024  |
| 7  | OABF19               | La vita è una cosa calunniosa            | It's A Blunderful Life              | 19 novembre 2023 | 9 novembre 2024  |
| 8  | 35ABF02              | Amore a prima torba                      | AE Bonny Romance                    | 3 dicembre 2023  | 11 novembre 2024 |
| 9  | 35ABF04              | La signora Lisa in giallo                | Murder, She Boat                    | 17 dicembre 2023 | 12 novembre 2024 |
| 10 | 35ABF01              | Fai la cosa sbagliata                    | Do the Wrong Thing                  | 24 dicembre 2023 | 13 novembre 2024 |
| 11 | 35ABF03              | Il mostro di Frinkenstein                | Frinkestein's Monster               | 18 febbraio 2024 | 14 novembre 2024 |
| 12 | 35ABF05              | Lisa in F1                               | Lisa Gets an F1                     | 25 febbraio 2024 | 15 novembre 2024 |
| 13 | 35ABF06              | Marge delle caverne                      | Clan of The Cave Mom                | 24 marzo 2024    | 16 novembre 2024 |
| 14 | 35ABF07              | La notte dei Take Away viventi           | Night Of The Living Wage            | 7 aprile 2024    | 18 novembre 2024 |
| 15 | 35ABF09              | Ceneri di un'amicizia                    | Cremains of the Day                 | 21 aprile 2024   | 19 novembre 2024 |
| 16 | 35ABF10              | Il pantalone rivelatore                  | The Tell-Tale Pants                 | 5 maggio 2024    | 20 novembre 2024 |
| 17 | 35ABF11              | È tutto un mancia-mancia                 | The Tripping Point                  | 12 maggio 2024   | 21 novembre 2024 |
| 18 | 35ABF12              | Il cervello di Bart                      | Bart's Brain                        | 19 maggio 2024   | 22 novembre 2024 |